# Sam Merwin jr.
Samuel Kimball Merwin jr. (geboren am 28. April 1910 in Plainfield, New Jersey; gestorben am 13. Januar 1996 in Los Angeles, Kalifornien) war ein amerikanischer Mystery- und Science-Fiction-Autor und Herausgeber von Pulp-Magazinen.

## Leben
Merwin war der Sohn des Schriftstellers Samuel Merwin. Nach dem Besuch der Phillips Academy in Andover, Massachusetts studierte er an der Princeton University, wo er 1931 mit dem Bachelor abschloss, und an der School of the Museum of Fine Arts in Boston. Nach seinem Studium war er von 1932 bis 1933 Reporter beim Boston Evening American, danach von 1936 bis 1937 Leiter des New Yorker Büros des Philadelphia Inquirer, von 1936 bis 1937 war er stellvertretender Herausgeber bei Dell Publishing und 1938/1939 Redakteur bei Country Home in New York. 1941 wurde er Herausgeber in den Bereichen Sport,  Mystery und Science Fiction bei Standard Magazines und behielt diese Stellung bis 1951. In dieser Zeit gab er folgende Zeitschriften heraus:
- 1945–1951: Startling Stories
- 1945–1951: Thrilling Wonder Stories
- 1949–1950: Thrilling Wonder Stories (UK)
- 1950–1951: Fantastic Story Quarterly
- 1950–1951: Wonder Story Annual
- 1951: Fantastic Story Magazine

Insbesondere seiner Herausgeberschaft bei Startling Stories und Thrilling Wonder Stories, wo er der Nachfolger von Oscar J. Friend war, billigt man einen Einfluss auf die Entwicklung der Science-Fiction insgesamt zu, indem er die Ausrichtung weg von den Heftchen für Jugendliche hin zur Lektüre für Erwachsene verlagerte und die Qualität generell anhob. Nach Astounding galten die beiden Magazine zu ihrer Zeit als führend im Bereich der SF-Magazine.
Nachdem er Standard Magazines 1951 verlassen hatte, arbeitete Merwin eine Zeit lang als freier Schriftsteller, gab für King Size Publications 1953 die ersten Ausgaben von Fantastic Universe heraus und wurde im gleichen Jahr stellvertretender Herausgeber bei Galaxy, wo er die Paperback-Reihe der Galaxy Science Fiction Novels betreute und das Magazin Beyond Fantasy Fiction herausgab. 1956 gab er zusammen mit Leo Margulies die ersten beiden Ausgaben von Satellite Science Fiction heraus. 1956 und dann wieder von 1977 bis 1979 war er Herausgeber des Mike Shayne Mystery Magazine, für das er auch Stories schrieb. Merwin schrieb außerdem Drehbücher für die Horror-Radioserie Lights Out (The Man with the Watch, 1951) und für die Fernsehserie Alfred Hitchcock Presents (The Big Score, 1962), sowie einige Comic-Skripts für DC und Dell.
Der Autor Merwin war durchaus produktiv in den Genres Science-Fiction und Mystery, aber weniger bedeutend als der Herausgeber. Seine erste SF-Geschichte veröffentlichte er mit The Scourge Below 1939 in Thrilling Wonder Stories. Seine SF wird als konventionell bewertet, als bester Roman gilt The House of Many Worlds (1951) in dem es um eine Zeitreise-Polizei geht, deren Tätigkeit sich auch auf Parallelwelten erstreckt. Fortgesetzt wurde er 1955 mit Three Faces of Time. Als SF-Autor zeigt er sich insgesamt den Konventionen der Mystery verbunden, insofern seine Storys oft wie Detektivgeschichten anmuten und meist in der Gegenwart angesiedelt sind. Die Romanserie um die Detektivin Amy Brewster verstößt gegen diese Mystery-Konventionen, insofern die weibliche Protagonistin weder Femme fatale noch Damsel in Distress ist, sondern eine übergewichtige, Zigarren rauchende Anwältin, die für ihre Freunde Kriminalfälle löst. In seinen späteren Jahren arbeitete er in Hollywood als Herausgeber einer Erotik-Taschenbuchreihe, für die er unter seinem alten Pseudonym Carter Sprague auch einige Bücher schrieb.
Merwin heiratete 1934 Lee Anna Vance. Nach deren Tod heiratete er 1959 Marjory Kendal Davenport. Die Ehe wurde geschieden. In dritter Ehe war er seit 1972 mit Amanda Varela, mit der er zwei Kinder hatte.

## Bibliografie
Amy Brewster (Detektivgeschichten)
- Knife in My Back (1947)
- Message from a Corpse (1947)
- A Matter of Policy (1952)

The House of Many Worlds (Romanserie)
- 1 The House of Many Worlds (1951)
  - Deutsch: In geheimer Mission auf Erde II. Moewig (Terra Nova#40), 1969.
- 2 Three Faces of Time (1955, auch als Mission to Misenum, 2005)
  - Deutsch: Die Zeit-Agenten. Moewig (Terra Sonderband #65), 1963.
- Journey to Misenum (1953, Kurzgeschichte)
- The House of Many Worlds (1983, Sammlung von 1 und 2)

Lynn Fenlay (Kurzgeschichtenserie, als Jacques Jean Ferrat)
- Nightmare Tower (1953)
- The White Rain Came (1955)
- Snowstorm on Mars (1956)

Romane
- Murder in Miniatures (1940)
- Death in the Sunday Supplement (1942)
- The Big Frame (1943)
- The Flags Were Three (1950, mit Leo Margulies)
  - Deutsch: Drei Flaggen – drei Frauen. Schweizer Druck- und Verlagshaus, Zürich 1947.
- The House of Many Worlds (1951)
- The Creeping Shadow (1952)
- Killer to Come (1953)
- The White Widows (1953, auch überarbeitet als The Sex War, 1960)
- Three Faces of Time (1955)
- Planet for Plunder (1957, mit Hal Clement)
- The Passer (1962)
- The Time Shifters (1971)
- Tunnel of Darkness (1974, als Angela Davidson)
- The Forbidden Mansion (1981, als Angela Davidson)
- Chauvinisto (1976)

Sammlungen
- The 31st Golden Age of Science Fiction Megapack (2016)
- From the Golden Age of Science Fiction Six Stories by Sam Merwin (2016)

Kurzgeschichten
- The Scourge Below (1939)
- Physician, Heal Thyself (1940)
- Exiled from Earth (1940)
- No Greater Worlds (1945)
- The Jimson Island Giant (1946)
- The Admiral’s Walk (1947)
- Climate – Disordered (1948, als Carter Sprague)
- A Problem in Astrogation (1948, als Matt Lee)
- The Carriers (1949)
- Forgotten Envoy (1949)
- Journey for One (1949, als Carter Sprague)
- Appointment in New Utrecht (1950, als Matt Lee)
- The Borghese Transparency (1950, als Carter Sprague)
- The Star Slaver (1950, als Carter Sprague)
- Exit Line (1950, als Matt Lee)
- The Long Flight (1950, als Carter Sprague)
- The Tenth Degree (1950)
- Judas Ram (1950)
- Time Track (1951, als Carter Sprague)
- Final Haven (1951, als Matt Lee)
- Short Order (1951)
- Block (1951, als Carter Sprague)
- Deception (1951, als Matt Lee)
- Milords Methuselah (1951, als Carter Sprague)
- Letters of Fire (1951, als Matt Lee)
- I Psi (1951, als Carter Sprague)
- I Do Not Like Thee … (1951, als Matt Lee)
- The Ultimate Engine (1951, als Carter Sprague)
- Grease in the Pan (1951)
- The Iron Deer (1951)
- Star Tracks (1952)
- Third Alternative (1952)
- Factor, Unknown (1952)
- Lambikin (1952)
- One Guitar (1952)
- Centaurus (1953)
- Distortion Pattern (1953)
- The Dark Side of the Moon (1953)
  - Deutsch: Piraten im All. Pabel (Utopia Kriminal#17), 1957.
- There’s Always Amanda (1953)
- Arbiter (1953)
- The Sane Men of Satan (1953, als Jacques Jean Ferrat)
- A Nice Thing to Know (1954)
- The Final Figure (1954)
- The Ambassador (1954)
- Wampum (1954)
- The Winds Shine at Night (1954)
- A World Apart (1954)
- Reel Life Films (1954, als Jacques Jean Ferrat)
- Process Shot (1954)
- The Intimate Invasion (1954)
- Poison Planet (1954)
- Summer Heat (1954)
- It’s Not the Heat (1954)
- Reunion (1955, als Carter Sprague, III)
- Sizzlestick (1955)
- The Sixth Season (1955, als Jacques Jean Ferrat)
- Pink Grass Planet (1955)
- The Eye in the Window (1955)
- The Man from the Flying Saucer (1955)
- Beyond the Door (1955)
- Day After Fear (1955)
- Star-Flight (1955)
- Final Exam (1955)
- Passage to Anywhere (1956)
- Testing (1956, als Jacques Jean Ferrat)
- The Vacationer (1956)
- It’s All Yours (1956)
- Service Elevator (1956)
- The Stretch (1956)